# Ksar El Abtal
Ksar El Abtal è un comune dell'Algeria, situato nella provincia di Sétif.